# Массовое отравление метилртутью в Ираке

Мешок «розового зерна». Обратите внимание на предупреждение 'No usarla para alimento' (Не употреблять в пищу) на испанском и необычный цвет зерна. Такие изображения не допускались к публикации в СМИ в Ираке.

В конце 1971 года в Ираке произошло массовое отравление метилртутью. Партия протравленного метилртутью зерна была ввезена в Ирак для посева из Мексики и не предназначалась для употребления. По ряду причин, в том числе из-за незнания местными языка, на котором были написаны предупреждения и опозданием поставки к сезону посева, зерно было употреблено в пищу населением некоторых сельских поселений. У них наблюдалось онемение конечностей, нарушение координации и потеря зрения, как при болезни Минамата в Японии. Было зарегистрировано 650 смертей.
Отравление подняло проблему маркировки протравленного зерна и обращения с ним и большего вовлечения Всемирной организации здравоохранения в контроль за оборотом протравленного зерна. Была подтверждена особая опасность для детей и зародышей.

## Предпосылки
Ртуть является хорошим фунгицидом. В Европе и Америке была хорошо известна её опасность даже в малых дозах. В 1966 году метилртуть была запрещена в Швеции, а в 1971 году - в Великобритании. В Ираке и ранее происходили аналогичные отравления в 1956 и 1960 годах. В 1956 около 70 человек погибли из-за отравления ртутью, а в 1960 — 200. После 1960 года было предложено окрашивать протравленное зерно, чтобы его можно было легко отличить от пригодного в употребление. До отравления 1971 года в мире по 200—300 случаев отравления метилртутью регистрировались ежегодно. Урожай 1969 и 1970 годах пострадал из-за засухи, и правительство Саддама Хуссейна приняло решения закупить семенной материал за границей.

## Причины
В Ирак из США и Мексики были импортированы 95463 тонн зерна (73201 тонн пшеницы и 22262 тонны ячменя). Зерно было окрашено в оранжево-розовый цвет.
Пшеница была доставлена в Басру в период от 16 сентября до 15 октября, а ячмень — между 22 октября и 24 ноября 1971 года. Выбор иракцев пал на Мексипак — марку высокопродуктивной пшеницы, выведенной Норманом Борлоугом. Семена содержали в среднем 7,9 мкг ртути на грамм зерна. По некоторым данным решение протравить семена было принято правительством, а не поставщиком. Более половины поставки пришлось на три провинции — Нинава, Киркук и Эрбил. Одним из факторов, способствовавшим отравлению, было то, что зерно было доставлено поздно, когда посадки были завершены.
Фермеры, получившие зерно, употребили его в пищу, так как посадки были закончены. Распределение зерна происходило в спешке, иногда даже бесплатно. Некоторые фермеры продали свои запасы, опасаясь падения цен в результате раздачи зерна и все их запасы ограничивались протравленным зерном. Иракцы либо не знали о том, насколько опасно протравленное зерно, либо намеренно проигнорировали предупреждения. Первоначально фермеров под расписку (подпись или отпечаток пальца) предупреждали об опасности употребления такого зерна в пищу. Но по некоторым данным не все ответственные за распространение делали это. Предупреждения на мешках были на испанском и английском, а знак в виде черепа со скрещёнными костями ничего не говорил иракцам. Длительный латентный период при отравлении также мог внушить чувство безопасности — видя, что животные едят это зерно без видимых последствий, крестьяне могли решить, что оно безопасно.
Более того, краска смывалась (в отличие от ртути), внушая ложное впечатление, что яд можно смыть. Ртуть поступала в организм при употреблении домашнего хлеба, мяса и других животных продуктов, полученных от животных, которых кормили ячменём, при употреблении растений, выращенных на заражённой почве, дичи, питавшейся отравленным зерном и рыбы из водоёмов. Также ртуть могла попадать в организм и при вдыхании пыли, образующейся при переработке зерна в муку. Но основной причиной было употребление домашнего хлеба, так как в городах поставки муки контролировались.

## Вспышка, симптомы и лечение
Эффект проявился не сразу — латентный период между употреблением и первыми симптомами (обычно это онемение конечностей) составлял от 16 до 38 дней. Основным симптомом в наименее тяжёлых случаях было онемение — парестезия. В более тяжёлых случаях обнаруживались расстройства координации (обычно потеря чувства равновесия), ухудшение зрения вплоть до слепоты и смерти от поражения ЦНС. Для возникновения парестезии достаточно 20–40 мг ртути (от 0,5 до 0,8 мг на килограмм массы). В среднем, пострадавшие потребляли около 20 килограммов хлеба, в таком случае 73 тысячи тонн хватило бы более чем на 3 миллиона человек.
Врачи в больнице в Киркуке были знакомы с симптоматикой отравления из опыта 1960 года. Первый случай отравления алкилртутью был отмечен 21 декабря. К 26 декабря было отправлено предупреждение в правительство. К январю 1972 года власти начали кампанию по предупреждению отравления через информирование населения. Армии поручили избавиться от зерна, позже ввели смертную казнь за его продажу. Фермеры выкидывали зерно куда придётся, и вскоре оно попало в водоёмы (в частности, в реку Тигр), что вызвало целый комплекс проблем. Власти ввели цензуру в СМИ.
Всемирная организация здравоохранения помогала Ираку медикаментами, оборудованием и консультированием. Испытывались новые способы лечения, поскольку прежние методы лечения отравлений тяжёлыми металлами были неэффективны. Димеркаптопропансульфонат натрия вызывал ухудшение у пациентов и был исключён из практики. Политиоловые смолы и пеницилламин и dimercaprol sulfonate оказывали благотворное влияние, но считалось недостаточно эффективными. Гемодиализ тоже оказался неэффективным.

## Последствия
6530 пациентов попали в госпиталь с симптомами отравления, 459 смертей было зарегистрировано. Пик заболеваемости пришёлся на январь, когда отмечались сотни случаев в день. К началу марта заболеваемость резко снизилась. Последний случай был зарегистрирован 27 марта. Среди пострадавших были представители всех возрастов обоих полов,  около трети пострадавших представляли дети до десяти лет. Есть основания считать, что эти данные не отражают реальную картину (занижены) вследствие малодоступности медицинской помощи, переполнения больниц и неверия в эффективность медицины.
В наиболее пострадавших районах доля пострадавших достигала 28%, в 21% случаев наблюдался летальный исход. Часть иракских врачей считает, что число пострадавших занижено в десятки раз, в действительности  же число случаев поражения мозга достигает 100 000.  Одной из причин этого считают обычай, согласно которому люди предпочитают умирать дома и не попадают в статистику.
Большое число пациентов с лёгкой формой отравления полностью вылечилось, состояние пострадавших с более тяжёлыми формами также улучшилось. Этим отравление в Ираке отличалось от похожего в Японии. У мальчиков с концентрацией ртути ниже клинического уровня было отмечено снижение успешности в школе, однако не все исследования подтвердили наличие корреляции между этими параметрами. У младенцев ртуть вызвала поражение центральной нервной системы. Низкие дозы привели к замедлению развития и отклонениям в проявлении физиологических рефлексов. Были разработаны различные методы лечения ртутного отравления. Отсутствие плача у детей стало известно как типичный симптом поражения ЦНС метилртутью.